# Armand Marseille
Armand Marseille (* 1856 in Sankt Petersburg; † 23. April 1925 bei Coburg) war ein deutsch-russischer Puppenfabrikant.
Marseilles Vater war Baumeister am Hof des russischen Zaren und stammte aus einer Hugenottenfamilie. Um 1860 verließ die Familie Russland und ließ sich nach einiger Zeit im thüringischen Coburg nieder. Armand Marseille kaufte dort 1884 die Puppenfabrik des Mathias Lambert in Sonneberg und übernahm 1885 die Porzellanfabrik Lidberman & Wegscher in Köppelsdorf. In den folgenden Jahren entwickelte sich Marseille zu einem der weltgrößten Lieferanten von Puppenköpfen aus Biskuitporzellan. Rund 1000 Köpfe wurden pro Tag hergestellt. Die Köpfe wurden von vielen namhaften Puppenherstellern der damaligen Zeit verwendet.